# Lijst van Jupiler League-transfers winter 2013/14
Dit is een lijst van transfers uit de Nederlandse Jupiler League in de winter in het seizoen 2013/14. Hierin staan alleen transfers die clubs uit de Jupiler League hebben voltooid.
De transferperiode duurt van 1 januari 2014 tot en met 31 januari. Deals mogen op elk moment van het jaar gesloten worden, maar de transfers zelf mogen pas in de transferperiodes plaatsvinden. Transfervrije spelers (spelers zonder club) mogen op elk moment van het jaar gestrikt worden.
| Speler                 | Nationaliteit | Oude club          | Nieuwe club          | Extra        |
| ---------------------- | ------------- | ------------------ | -------------------- | ------------ |
| Fahd Aktaou            | Nederland     | sc Heerenveen      | Almere City FC       | verhuurd     |
| Clint Alliet           | Nederland     | FC Dordrecht       | onbekend             |              |
| Masies Artien          | Nederland     | FC Eindhoven       | onbekend             |              |
| Rubén Bentancourt      | Uruguay       | Jong PSV           | Atalanta Bergamo     |              |
| Daniel Bessa           | Brazilië      | Inter Milan        | Sparta Rotterdam     | verhuurd     |
| Aleksandar Boljević    | Montenegro    | FK Zeta            | Jong PSV             |              |
| Mirco Born             | Duitsland     | Jong FC Twente     | Viktoria Köln        | verhuurd     |
| Nourdin Boukhari       | Marokko       | clubloos           | Sparta Rotterdam     |              |
| Kevin Brands           | Nederland     | SC Cambuur         | Willem II            | was verhuurd |
| Michel Breuer          | Nederland     | N.E.C.             | Sparta Rotterdam     | verhuurd     |
| Geoffrey Castillion    | Nederland     | Jong Ajax          | N.E.C.               | verhuurd     |
| Koen Daerden           | België        | MVV Maastricht     | -                    | gestopt      |
| Brahim Darri           | Nederland     | Vitesse            | De Graafschap        | verhuurd     |
| Maxim Deckers          | België        | Willem II          | FC Oss               | verhuurd     |
| Jordy van Deelen       | Nederland     | Feyenoord          | FC Dordrecht         | verhuurd     |
| Eyong Enoh             | Kameroen      | Jong Ajax          | Antalyaspor          |              |
| Rick Geenen            | Nederland     | MVV Maastricht     | onbekend             |              |
| Cor Gillis             | België        | MVV Maastricht     | FCV Dender EH        |              |
| Robin Gosens           | Duitsland     | SBV Vitesse        | FC Dordrecht         | verhuurd     |
| Žarko Grabovac         | Nederland     | Willem II          | onbekend             |              |
| Danzell Gravenberch    | Nederland     | Jong Ajax          | N.E.C.               | verhuurd     |
| Zarko Grbović          | Montenegro    | FK Mogren Budva    | Jong FC Twente       | verhuurd     |
| Robert Guerain         | Nederland     | Almere City FC     | onbekend             |              |
| Jonas Heymans          | België        | AZ                 | Willem II            | verhuurd     |
| Anco Jansen            | Nederland     | De Graafschap      | Roda JC Kerkrade     |              |
| Burak Kardes           | Turkije       | Jong PSV           | Ankaraspor           |              |
| Gino van Kessel        | Nederland     | AS Trenčín         | Jong Ajax            | was verhuurd |
| Kevin van Kippersluis  | Nederland     | FC Utrecht         | SBV Excelsior        | verhuurd     |
| Denny Landzaat         | Nederland     | clubloos           | Willem II            |              |
| Boban Lazić            | Nederland     | Jong Ajax          | Olympiakos Piraeus   |              |
| Josimar Lima           | Kaapverdië    | Sparta Rotterdam   | Al-Shaab             |              |
| Youri Loen             | Nederland     | N.E.C.             | FC Dordrecht         | verhuurd     |
| Andreas Luckermans     | België        | RSC Anderlecht     | Helmond Sport        | verhuurd     |
| Gijs Luirink           | Nederland     | Sparta Rotterdam   | FC Volendam          |              |
| Jeroen Lumu            | Nederland     | Willem II          | Ludogorets Razgrad   |              |
| Stanislav Manolev      | Bulgarije     | Jong PSV           | onbekend             |              |
| Stefan Marinković      | Zwitserland   | Jong Ajax          | FC Inter Turku       |              |
| Timothy van der Meulen | Nederland     | De Graafschap      | onbekend             |              |
| Yoëll van Nieff        | Nederland     | FC Dordrecht       | FC Groningen         | was verhuurd |
| Jeffrey van Nuland     | Nederland     | Esperanza Neerpelt | Helmond Sport        |              |
| Funso Ojo              | België        | Antwerp FC         | FC Dordrecht         |              |
| Piotr Parzyszek        | Polen         | De Graafschap      | Charlton Athletic FC |              |
| Jens Podevijn          | België        | Willem II          | FCV Dender EH        |              |
| Ronnie Reniers         | Nederland     | PEC Zwolle         | FC Eindhoven         | verhuurd     |
| Geert Arend Roorda     | Nederland     | N.E.C.             | Sparta Rotterdam     | verhuurd     |
| Ryan Sanusi            | België        | Willem II          | FC Oss               | verhuurd     |
| Alex Schalk            | Nederland     | NAC Breda          | Jong PSV             | verhuurd     |
| Oebele Schokker        | Nederland     | SC Cambuur         | FC Emmen             | verhuurd     |
| Rik Schouw             | Nederland     | Jong PSV           | Achilles '29         |              |
| Joeri Schroyen         | Nederland     | Go Ahead Eagles    | VVV-Venlo            | verhuurd     |
| Maic Sema              | Zweden        | MVV Maastricht     | Haugesund FK         | was verhuurd |
| Gerson Sheotahul       | Nederland     | clubloos           | FC Volendam          |              |
| Rodney Sneijder        | Nederland     | RKC Waalwijk       | Almere City FC       |              |
| Wouter Soomer          | Nederland     | Jong PSV           | FC Utrecht           | verhuurd     |
| Kenny Teijsse          | Nederland     | FC Utrecht         | Helmond Sport        | verhuurd     |
| William Troost-Ekong   | Nederland     | FC Groningen       | FC Dordrecht         | verhuurd     |
| Jordy Tutuarima        | Nederland     | N.E.C.             | FC Oss               | verhuurd     |
| Toni Varela            | Kaapverdië    | Sparta Rotterdam   | Levadiakos           |              |
| Vincent Vermeij        | Nederland     | Jong Ajax          | De Graafschap        |              |
| Charlton Vicento       | Nederland     | PAS Giannina       | Willem II            |              |
| Sem de Wit             | Nederland     | Almere City FC     | FC Dordrecht         |              |
| Jurjan Wouda           | Nederland     | FC Emmen           | RKC Waalwijk         |              |
| Felitciano Zschusschen | Nederland     | Jong FC Twente     | FC Dordrecht         | verhuurd     |
| Joep Zweegers          | Nederland     | FC Eindhoven       | Esperanza Neerpelt   |              |

Laatst geüpdatet op 6 februari 2014